# Хапсасова, Сэсэг Борисовна
Сэсэг Борисовна Хапсасова (род. 23 марта 1985, Джида, Бурятия) — российский театральный деятель, актриса театра и кино. Лауреат театральной премии «Хрустальная Турандот 2010».

## Биография
Сэсэг Хапсасова родилась в 1985 году в посёлке Джида Бурятской АССР. Отец Борис Андреевич — военный, полковник, мастер спорта по десятиборью, а мать Валентина Семеновна — учительница немецкого языка. Позже её семья переехала в село Верхний Саянтуй, а оттуда через два года перебрались в Читу, где прожили больше одиннадцати лет. Затем переехали в город Камышин Волгоградской области. Для более лёгкого обращения со стороны одноклассников и соседей девочку стали называть Светой. Занималась вокалом в Камышинском детско-юношеском центре в составе мюзик-холла «Улица ХИТ».
После завершения обучения в школе поступила на дирижерское отделение Камышинского колледжа искусств. В 2010 году завершила обучение на эстрадном факультете Российского института театрального искусства — ГИТИС. Обучалась на курсе Валерия Гаркалина.
В 2010 году студентка четвертого курса получила от Владимира Панкова предложение сыграть главную женскую роль в спектакле «Ромео и Джульетта» в Театре наций. За эту роль в номинации «Лучший дебютант» была удостоена театральной премии «Хрустальная Турандот».
Актриса работала на сцене Большого театра («Дидона и Эней»), Московского театра мюзикла («Времена не выбирают»), участвовала в проектах студии SounDrama в Центре драматургии и режиссуры. Снималась в кино.

## Репертуар и театральные роли
Театр наций:
- Матильда — «Синяя синяя птица»;
- Шамаханская царица — «Сказки Пушкина»;
- Медвежата — «Сказки Пушкина»;
- Дуняшка — «Женитьба»;
- Джульетта — «Ромео и Джульетта»;
- Пань Цзиньлянь, Председатель суда, Мэр города, Сяо Ми — «Я не убивала своего мужа».

Театр мюзикла:
- Лим вон Бат — «Времена не выбирают» Ю. Потеенко, М. Швыдкого и А. Кортнева (режиссер Д. Белов).

«SounDrama»/ Центр драматургии и режиссуры:
- «Док.тор» Е. Исаевой (режиссер В. Панков, 2006 г.);
- «Гоголь. Вечера» по повестям Н. Гоголя (режиссер В. Панков, 2007, 2008, 2009 гг.);
- «Я, пулеметчик» Ю. Клавдиева (режиссер В. Панков, 2010 г.);
- «Опасные связи» по мотивам романа «Опасные связи» Ш. де Лакло (режиссер С. Землянский, 2011 г.);
- «Город. Ок» по «Истории Нью-Йорка» В. Ирвинга и «Истории одного города» М. Салтыкова-Щедрина (режиссер В. Панков, 2011 г., в рамках Международного театрального фестиваля им. А. П. Чехова);
- «Двор» Е. Исаевой (режиссер В. Панков, 2014 г.);
- «Война» по «Смерти героя» Р. Олдингтона, «Илиаде» Гомера и «Запискам кавалериста» Н. Гумилева (режиссер В. Панков, 2014 г.);
- «Спасти Супербелку» по повести Кейт ДиКамилло «Флора и Одиссей» (режиссер Е. Корабельник, 2016 г.);
- «Москва — открытый город. Переход» (художественный руководитель постановки В. Панков, режиссеры А. Барменков, А. Золотовицкий, Д. Акриш, 2017 г.);
- «Процесс. Сказка», части «Крошечка-Хаврошечка» (хореограф Н. Чернуха, 2017 г.) и «Сказки матушки Дон Кихота» (хореограф П. Миронова, 2017 г.);
- «Кеды» Л. Стрижак (режиссер В. Панков, 2017 г.);
- «Клятвенные девы» О. Михайлова (режиссер А. Золотовицкий, 2018 г.);
- «Сказка о царе Салтане, о сыне его славном и могучем богатыре князе Гвидоне Салтановиче и о прекрасной царевне Лебеди» А. Пушкина (режиссер Н. Фиксель, 2018 г.);

## Работы в кино
- 2012 — «Доктор» (молодая медсестра);
- 2013 — «Спаситель» короткометражный фильм (Гуля);
- 2013 — «Стыд» (Аня);
- 2014 — «Белый ягель»;
- 2014 — «Пороги» (Удоган, шаманка);
- 2016 — «Человек из будущего» (Гуля № 1);
- 2018 — «Без меня» (кассирша);
- 2018 — «Между нами девочками. Продолжение» (Рая, прислуга);
- 2020 — «Угрюм-река» (эпизод);
- 2024 — «Цвиток» короткометражный фильм (главная роль);

## Награды
- 2023 — лауреат национальной театральной премии «Хрустальная Турандот 2010».